# Ло-Барнечеа

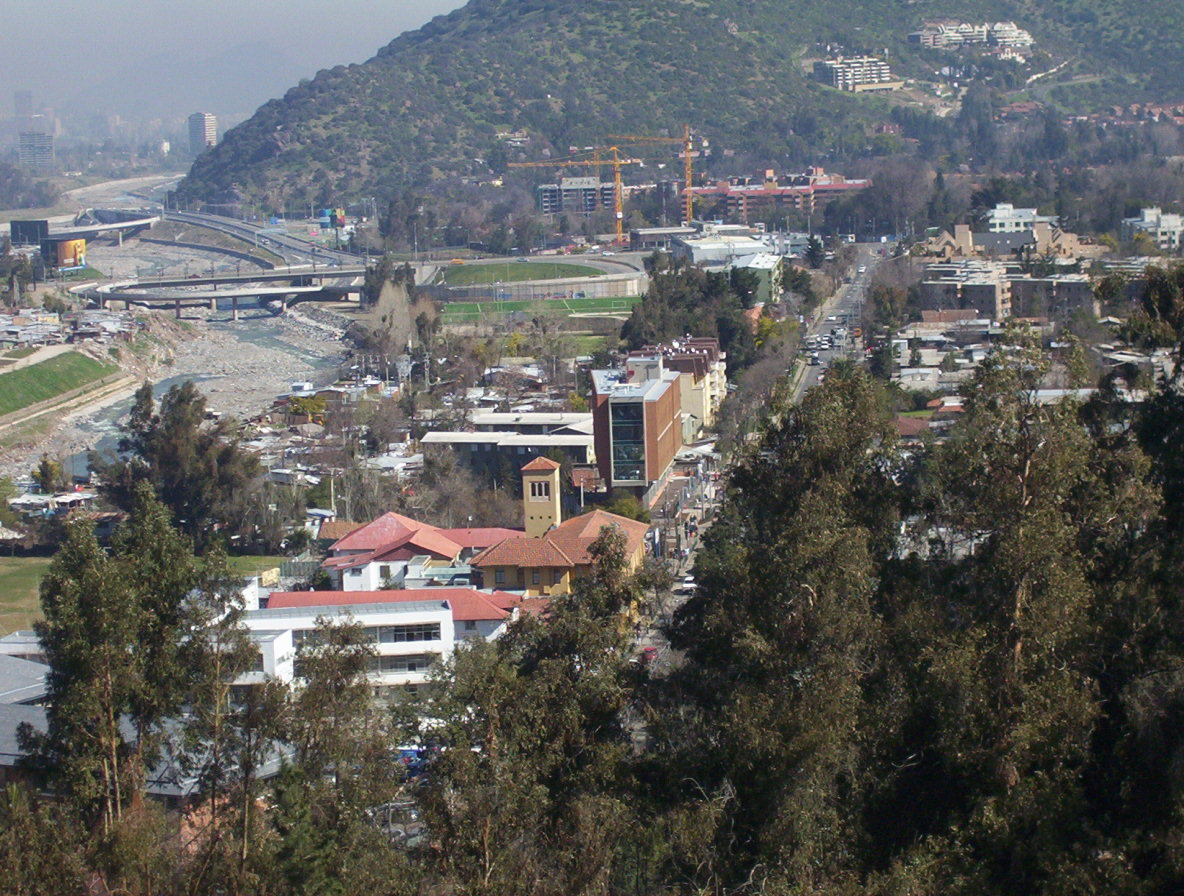
Комуна Ло-Барнечеа

Ло-Барнечеа (ісп. Lo Barnechea) — комуна в Чилі. Одна з міських комун міста Сантьяго. Входить до складу провінції Сантьяго і Столичного регіону.
Територія — 1024 км². Чисельність населення — 105 833 мешканців (2017). Щільність населення — 103,4 чол./км².

## Розташування
Комуна розташована на північному сході міста Сантьяго.
Комуна межує:
- на півночі — з комуною Лос-Андес
- на сході — з комуною Сан-Хосе-де-Майпо
- на півдні — з комуною Сан-Хосе-де-Майпо
- на південному заході — з комунами Вітакура, Лас-Кондес, Уечураба